# أتاناس بيشيف
أتاناس بيشيف (بالبلغارية: Атанас Пашев)‏ (من مواليد 21 نوفمبر 1963): لاعب كرة قدم بلغاري سابق. كان يلعب في خط الوسط وكان صانع ألعاب محترف.
سجل ستة أهداف في 36 مباراة له مع منتخب بلغاريا لكرة القدم، وكان أحد المشاركين في نهائيات كأس العالم لكرة القدم 1986.

## روابط خارجية
- أتاناس بيشيف على موقع الاتحاد الدولي (مؤرشف)  (الإنجليزية)
- أتاناس بيشيف على موقع قاعدة بيانات كرة القدم.إي يو (الإنجليزية)
- أتاناس بيشيف على موقع ناشيونال فوتبول تيمز (الإنجليزية)